# Lakan, Ångermanland
Lakan är en sjö i Kramfors kommun i Ångermanland och ingår i Nätraån-Ångermanälvens kustområde. Sjön har en area på 0,103 kvadratkilometer och ligger 168,7 meter över havet.

## Delavrinningsområde
Lakan ingår i det delavrinningsområde (699998-161960) som SMHI kallar för Utloppet av Stor-Vamsjön. Medelhöjden är 243 meter över havet och ytan är 14,76 kvadratkilometer. Räknas de 12 avrinningsområdena uppströms in blir den ackumulerade arean 35,54 kvadratkilometer. Backeån som avvattnar avrinningsområdet har biflödesordning 2, vilket innebär att vattnet flödar genom totalt 2 vattendrag innan det når havet efter 8,8 kilometer. Avrinningsområdet består mestadels av skog (79 procent). Avrinningsområdet har 2,16 kvadratkilometer vattenytor vilket ger det en sjöprocent på 14,6 procent.